# کومبز (تگزاس)
کومبز، تگزاس(به انگلیسی: Combes, Texas) شهری در ایالت تگزاس از ایالات جنوبی ایالات متحده آمریکا است. در سرشماری سال ۲۰۰۰، جمعیت این شهر ۲۵۵۳ نفر اعلام شد.